# Romulea multifida
Romulea multifida är en irisväxtart som beskrevs av M.P.de Vos. Romulea multifida ingår i släktet Romulea och familjen irisväxter. Inga underarter finns listade i Catalogue of Life.